# クロトン・オン・ハドソン
クロトン・オン・ハドソン（Croton-on-Hudson）は、アメリカ合衆国ニューヨーク州のウェストチェスター郡にある村。人口は8,327人（2020年）。マンハッタンの北50キロメートル、ハドソン川東岸に位置している。富裕層の住民が多い。行政上はコートラント町に含まれる。

## 交通
鉄道はメトロノース鉄道ハドソン線のクロトン・ハーモン駅が利用できる。電化区間の北端であり、電車はこの駅で折り返す。アムトラックの長距離列車も停車するため利便性が高い駅である。路線バスは郡営のビーラインバスシステムが運行している。

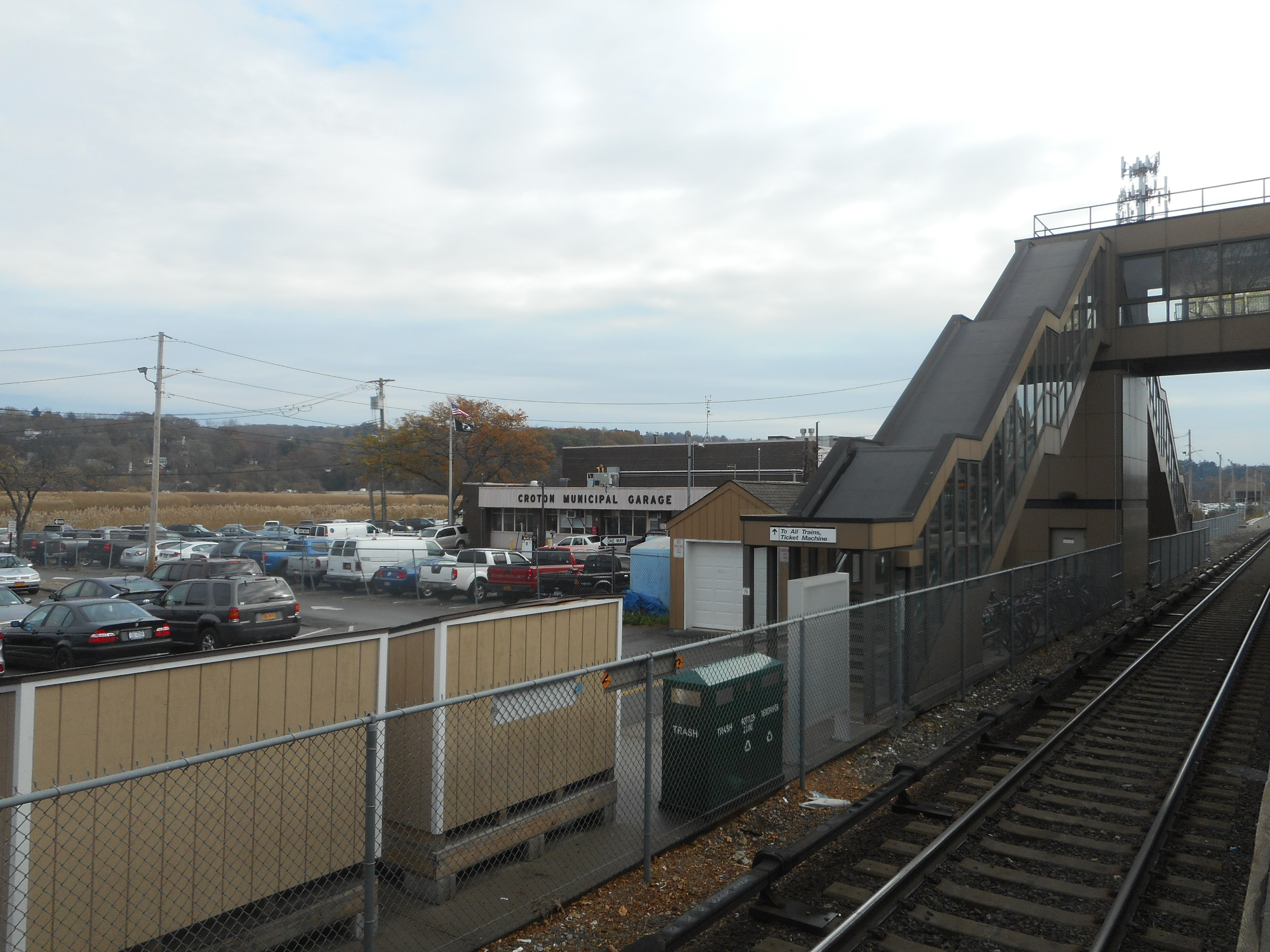
クロトン・ハーモン駅の駐車場